# پدرسالار (کتاب)
پدرسالار یا قدرت طبیعی شاهان کتابی است نوشتهٔ فیلسوف انگلیسی سر رابرت فیلمر در سال ۱۶۸۰ (میلادی).
فیلمر این کتاب را در تأیید حق‌الهی پادشاهان و رد قرارداد اجتماعی نوشت.
فیلمر پدرسالاری را تنها رابطه قدرت مشروع در جهان می‌دانست که هم در سطح خانواده و هم در سطح حکومت به آن قائل بود و بر این باور بود که این سلسله مراتب قدرت خواسته خداوند است. او برای توجیه موضع خود بر داستان آدم و حوا که در کتاب مقدس آمده تکیه می‌کند.
جان لاک در کتاب دو رساله درباره حکومت به نقد این دیدگاه می‌پردازد